# Maderahalli, Kolar
Maderahalli là một làng thuộc tehsil Kolar, huyện Kolar, bang Karnataka, Ấn Độ.